# Kolesov RD-36
El Kolesov RD-36 fue un motor de turbojet supersónico utilizado en varios proyectos de aviones soviéticos. 

## Diseño y desarrollo
Desarrollado en OKB-36 (P. A. Kolesov) y producido en la planta de construcción de automóviles de Rybinsk. El motor RD-36-51A fue desarrollado para el avión de pasajeros supersónico Tu-144. Una modificación simplificada con una boquilla fija para el Myasishchev M-17 de gran altitud fue designada RD-36-51B. El motor desarrolla un empuje de 7.000 kgf (15.000 lbf; 69.000 N).El motor RD36-51A pasó todas las pruebas de banco y vuelo del estado en 1973-1975 (con pruebas de vuelo en el Tu-144D). Las especificaciones del motor fueron:
- Empuje máximo al despegue = 20 000 kgf (44 092,5 lbf; 196 133 N)
- Empuje máximo durante el crucero supersónico = 5000 kgf (11 023,1 lbf; 49 033,3 N) altitud = 18 000 m (59 055,1 pies), velocidad = 2350 km/h (1460,2 mph)
- Empuje máximo durante el crucero subsónico = 3000 kgf (6613,9 lbf; 29 420 N) altitud = 11 000 m (36 089,2 pies), velocidad = 1000 km/h (621,4 mph)
- Temperatura = 1355 K (1081,9 °C; 1979,3 °F)
- Diámetro = 1486 mm (58,5 plg)
- Longitud = 5976 mm (235,3 plg)
- Masa = 3900 kg (8598,0 lb)

Para el avión de gran altitud M-17 "Stratosphera" (nombre de informe de la OTAN Mystic-A) se creó un TRD RD36-51B de un solo eje, una modificación del motor RD36-51A con una boquilla no regulada y suministro de oxígeno a la cámara de combustión. . El motor proporciona un funcionamiento a largo plazo a una altitud de 26 000 m (85 301,8 pies) a baja velocidad de vuelo (M = 0,6).
- P = 7000 kgf (15 432,4 lbf; 68 646,6 N)
- Con ritmos. vsl. = 0,88 kg/kgf·h.

RD-36-51A / B se libera en una serie pequeña (alrededor de 50 piezas).

## Variantes
RD-36-41
Creado sobre la base del motor ' VD-19 ' . 
Empuje – 16 150 kgf (35 604,7 lbf; 158 377,4 N)
RD-36-51
Este motor reemplazó al turbofan Kuznetsov NK-144 utilizado en el Tu-144D SST, lo que aumentó el rango de carga útil total de 3.080 km a 5.330 km.  Es reconocible por la boquilla de área variable con tapón de traslación. 
RD-36-51A
El RD-36-51A produjo 20 000 kgf (44 092,5 lbf; 196 133 N) empuje en el despegue y tenía un consumo de combustible específico para el empuje en crucero de 1,22 kg/( kgf. h). lo que le dio al avión un alcance máximo de 6.500 km.
RD-36-51B
Turborreactor sin postcombustión para uso en aviones de investigación/reconocimiento a gran altitud, como el Myasishchev M-17 Stratosphera .

## Aplicaciones
- Tupolev Tu-148 (RD-36-41) [2]
- Sukhoi T-4 (RD-36-41)
- Tupolev Tu-144D (RD-36-51A)
- Myasishchev M-17 Estratosfera (RD-36-51B)